# メル語
メル語（Kimeru）は、ケニアで話されている言語である。話者はケニア山の東部・北部の傾斜地に住むメル族（アメル族）の人々である。